# Mohamed Camara (réalisateur)
Pour les articles homonymes, voir Camara et Mohamed Camara.
Mohamed Camara né en 1959 à Conakry, est un acteur et réalisateur guinéen.

## Biographie
En 1993, Mohamed Camara se fait remarquer lors du 3e Festival du cinéma africain de Milan, en obtenant le Prix du meilleur court métrage pour son film Denko.

## Filmographie

### Acteur
- 1986 : Suivez mon regard
- 1986 : Black Mic-Mac
- 1987 : Sale Destin
- 1987 : Les Oreilles entre les dents
- 1989 : Périgord noir
- 1989 : L'Invité surprise
- 1989 : Suivez cet avion
- 1991 : La Maison du sourire
- 1994 : Neuf mois
- 1994 : Le Mangeur de lune

### Réalisateur
- 1993 : Denko (court métrage)
- 1997 : Dakan
- 2001 : Balafola